# Monte Coglians
Il monte Coglians (Coliàns in friulano, Hohe Warte in tedesco), con i suoi 2.780 m s.l.m., è la vetta più alta delle Alpi Carniche e del Friuli-Venezia Giulia.

## Descrizione
Situato in Carnia, a ovest del passo di monte Croce Carnico (Plöckenpass), lungo il confine tra Italia e Austria, all'interno del gruppo Coglians-Mooskofel, il versante meridionale appartiene ai comuni di Forni Avoltri e Paluzza mentre quello settentrionale al comune di Lesachtal, nella Carinzia germanofona. Come tutto il gruppo cui appartiene, è caratterizzato da intensi fenomeni carsici: la grotta più profonda finora esplorata è l'Abisso Marinelli. Le pendici meridionali sono percorse dal sentiero Spinotti, che proviene dal rifugio Lambertenghi-Romanin presso la sella Volaia. 
Durante la prima guerra mondiale la cima venne stabilmente occupata dalle truppe italiane, che lo utilizzavano come punto d'osservazione: sulla cima sono tuttora visibili i resti di alcune postazioni risalenti alla Grande Guerra. È raggiungibile attraverso due vie: la via normale, più facile, che parte dal rifugio Giovanni e Olinto Marinelli (2111 m), per il versante sud, o la via ferrata del versante nord, assai più impegnativa.

## Galleria d'immagini

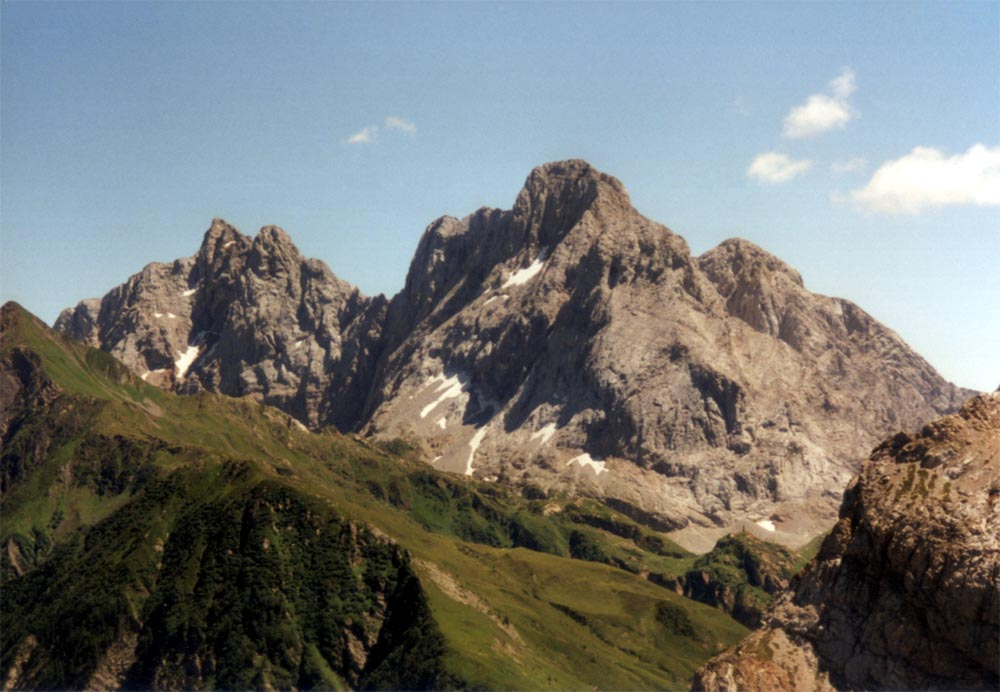
Il monte Coglians dal versante austriaco
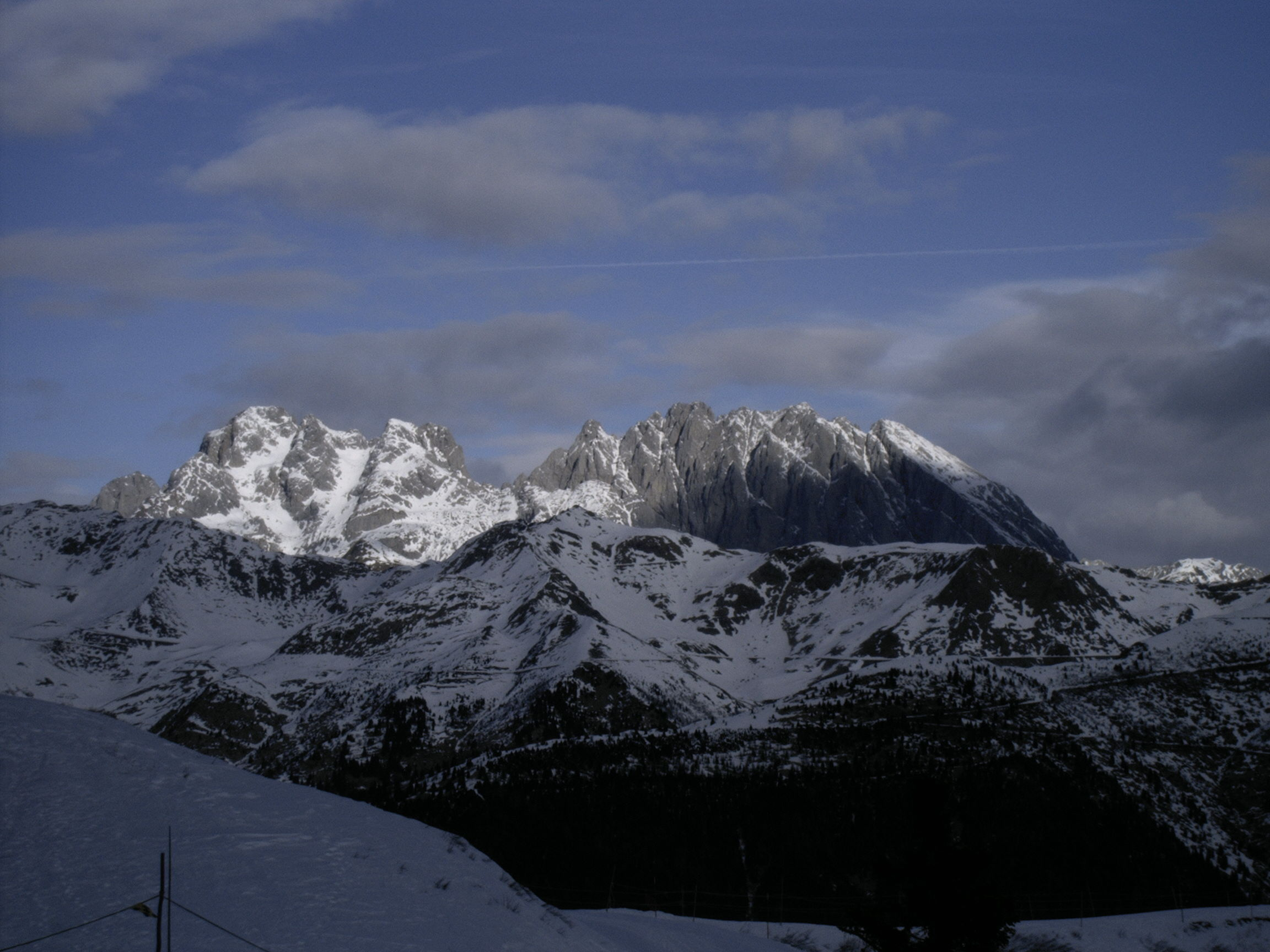
Monte Coglians visto dal monte Zoncolan
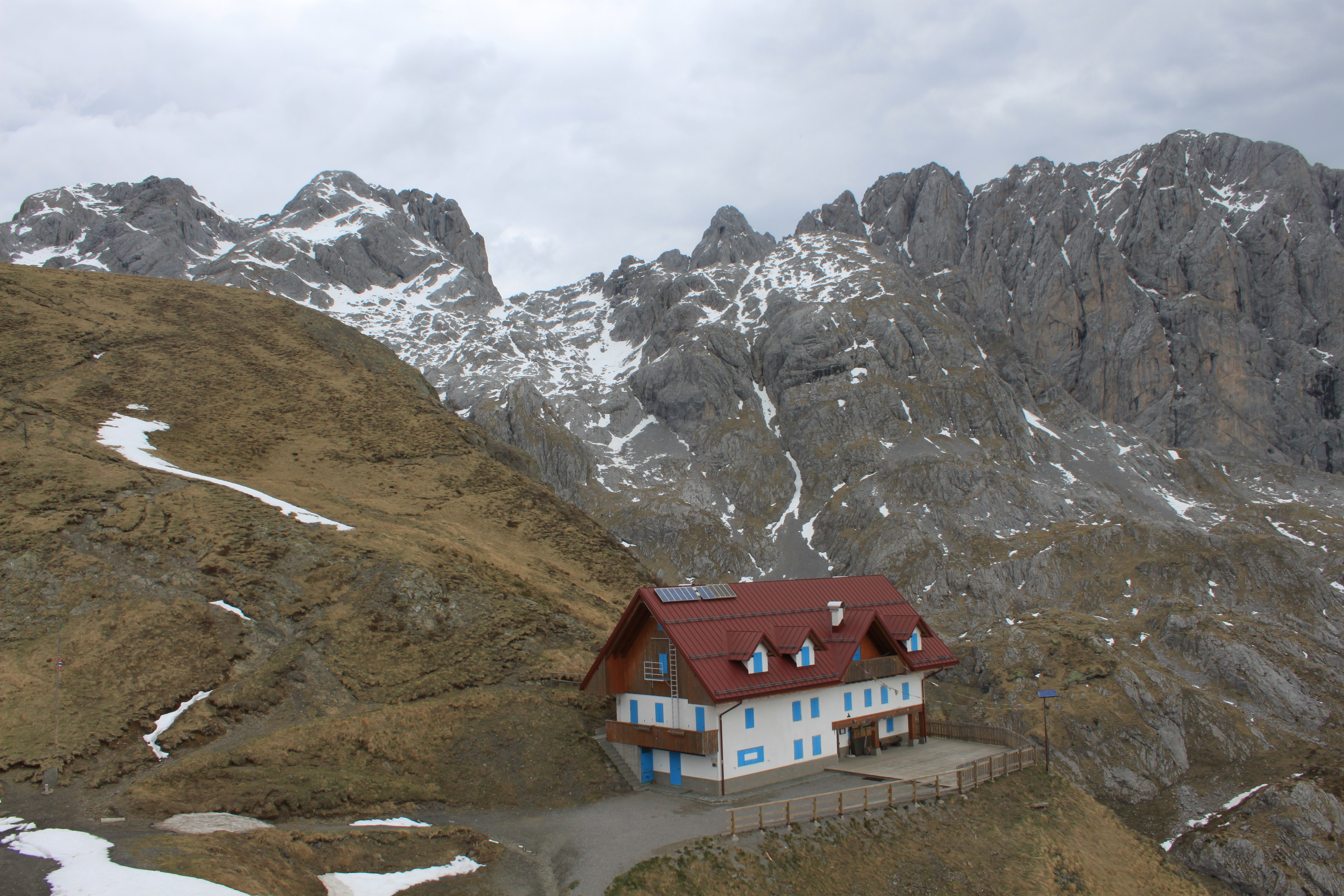
Rifugio Marinelli e Coglians
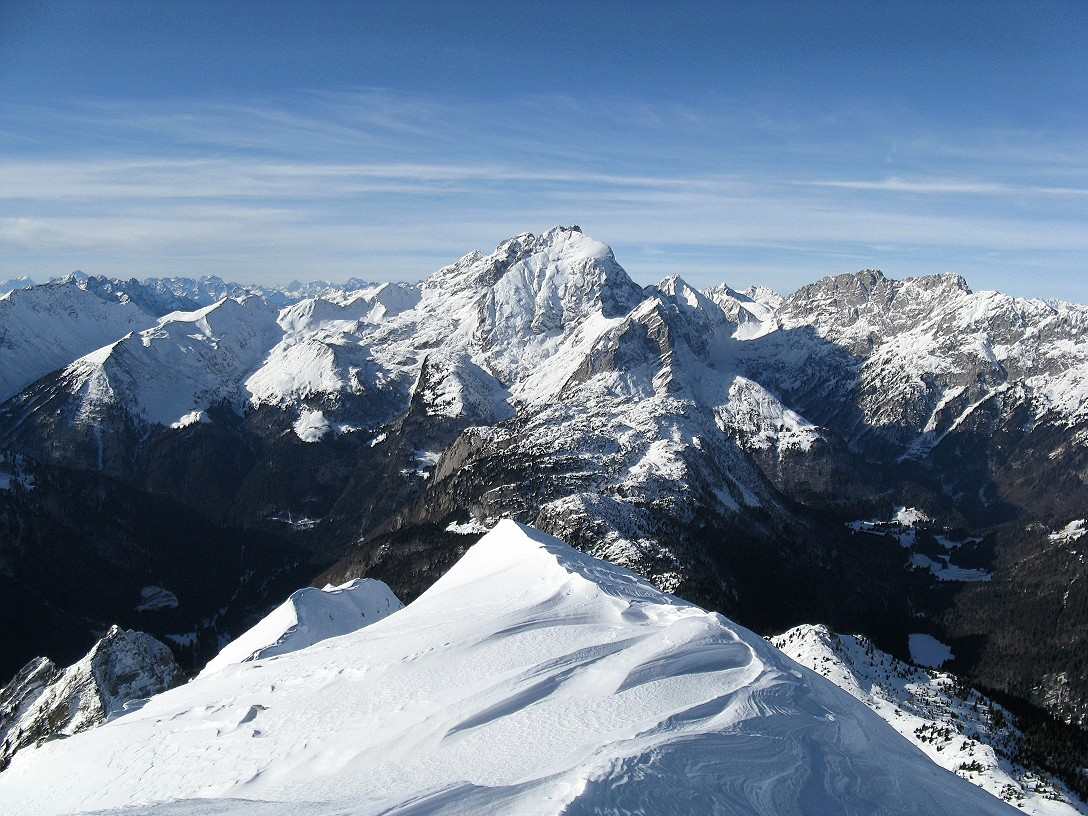
Vista verso il Coglians